# Adrián Aldrete
Adrián Alexei Aldrete Rodríguez (* 14. Juni 1988 in Guadalajara, Jalisco) ist ein mexikanischer Fußballspieler, der meistens im Mittelfeld zum Einsatz kommt.
Er kommt aus dem Nachwuchsbereich des CA Morelia, in dessen Diensten er auch die meiste Zeit seiner bisherigen Profikarriere verbrachte. Diese begann in der Clausura 2006 bei den Dorados de Sinaloa, wo er sein Debüt in der Primera División am 21. Januar 2006 in einem Spiel zwischen Atlante und Dorados (0:0) feierte. Nach dem Abstieg der Dorados am Saisonende 2005/06 kehrte er nach Morelia zurück.
Zur Saison 2012/13 wechselte er zum Club América und vor der Saison 2014/15 zu Santos Laguna. Mit beiden Vereinen gewann er je einmal die Meisterschaft. 2016 wechselte er zum CD Cruz Azul. Seit 2022 trägt er das Trikot der UNAM Pumas.
Er gehörte zur so genannten Goldenen Generation des mexikanischen Fußballs; jener Mannschaft, die die U-17-Fußball-Weltmeisterschaft 2005 gewann. 
Sein Debüt in der ersten Nationalmannschaft Mexikos gab er am 22. August 2007 in einem Testspiel gegen Kolumbien, das die Mexikaner mit 0:1 verloren.  